# Колумбија (Мисисипи)
Колумбија (енгл. Columbia) град је у америчкој савезној држави Мисисипи.

## Демографија
По попису из 2010. године број становника је 6.582, што је 21 (-0,3%) становника мање него 2000. године.
| Група             | 2000.         | 2010.         |
| Белци             | 4.107 (62,2%) | 3.631 (55,2%) |
| Афроамериканци    | 2.353 (35,6%) | 2.667 (40,5%) |
| Азијати           | 29 (0,4%)     | 52 (0,8%)     |
| Хиспаноамериканци | 51 (0,8%)     | 137 (2,1%)    |
| Укупно            | 6.603         | 6.582         |